# Spec Ops: The Line
Spec Ops: The Line je third-person shooter videohra vydaná 26. června 2012. Hra vyšla na platformy Microsoft Windows, PlayStation 3 a Xbox 360.

## Děj hry
Příběh se odehrává ve troskách zničeného města Dubaj, které se stalo obětí písečných bouří. Zatímco většina lidí utekla dřív, než se písečné bouře stihly přehnat, plukovník americké armády John Konrad a jeho jednotka zůstala, aby chránila ty, kteří odejít nemohli. Poté, co bouře udeřila, se americká armáda obávala, že plukovník a jeho tým jsou mrtví, dokud se neozval slabý signál a následně začala záchranná operace. Jako kapitán Martin Walker musíte spolu se svým týmem, proniknout do této oblasti a přivést plukovníka Johna Konrada zpět domů.